# 弗朗齐歇克·施坦巴赫尔
弗朗齐歇克·施坦巴赫尔（捷克語：František Štambachr，1953年2月13日—），捷克男子足球运动员，司职中场。他曾代表捷克斯洛伐克国奥队参加1980年夏季奥林匹克运动会足球比赛，获得一枚金牌。